# Suceveni
Suceveni è un comune della Romania di 2 063 abitanti, ubicato nel distretto di Galați, nella regione storica della Moldavia.
Il comune è formato dall'unione di 2 villaggi: Rogojeni e Suceveni.